# Fulbehut

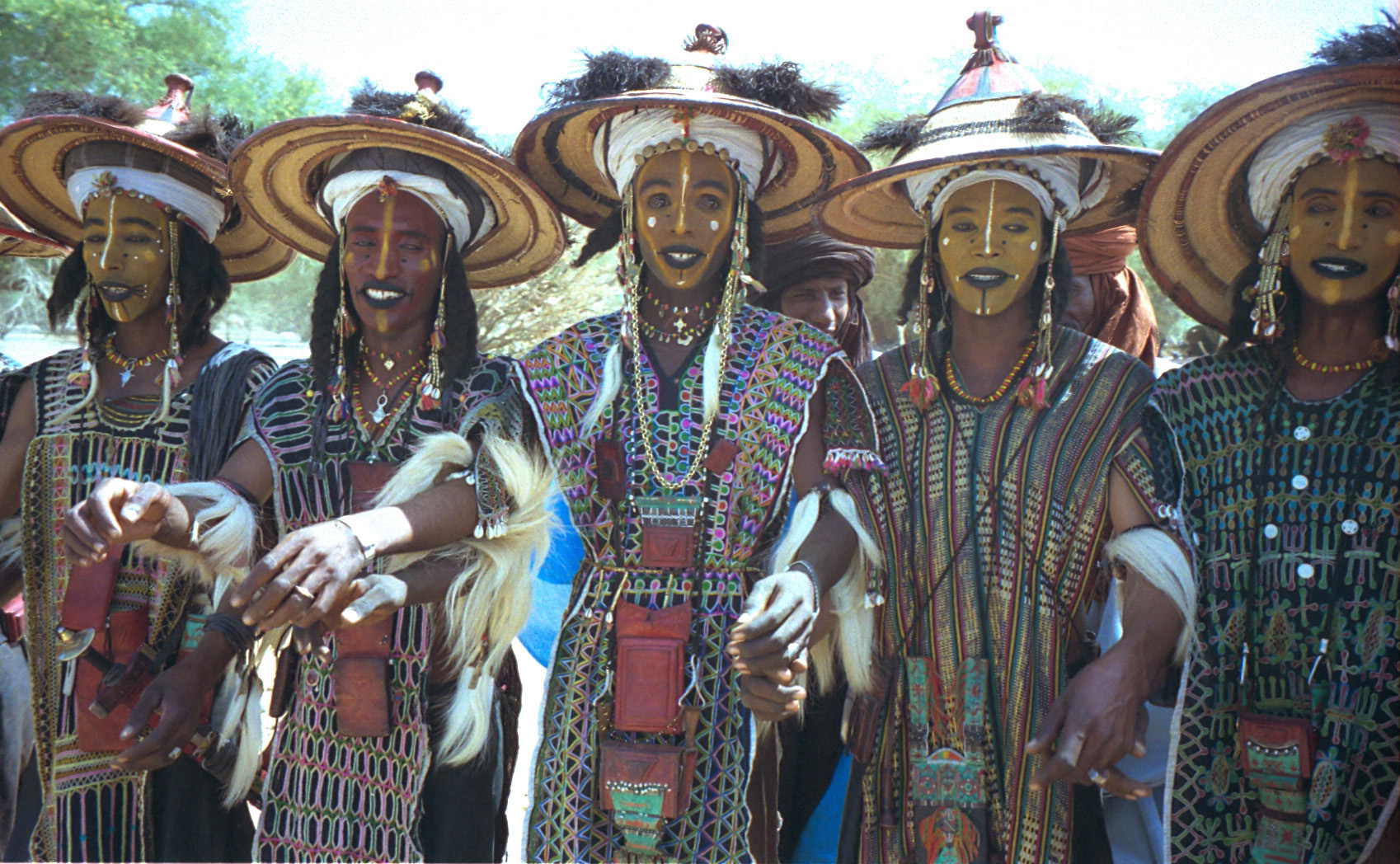
Yaake-Tanz der Wodaabe, Niger 1997

Der Fulbehut (auch: Teengadeh) ist ein konischer Strohhut mit Lederapplikationen, der von den Fulbe in Westafrika stammt. Der Hut wird typischerweise von den Wodaabe, einer rindernomadischen Untergruppe der Fulbe, getragen. Häufig wird ein Turban darunter getragen.
Der Fulbehut ist ein korbförmiger Pflanzenfaserhut. Sowohl am Oberende als auch am Rand ist er mit Leder besetzt, wobei auch dazwischen Lederverzierungen aufgesetzt sein können. Am obersten Ende ist typischerweise ein lederbesetzter Knopf. An der Hutbasis ist oft ein ledernes Kinnband mit Quaste angebracht.

## Bildergalerie

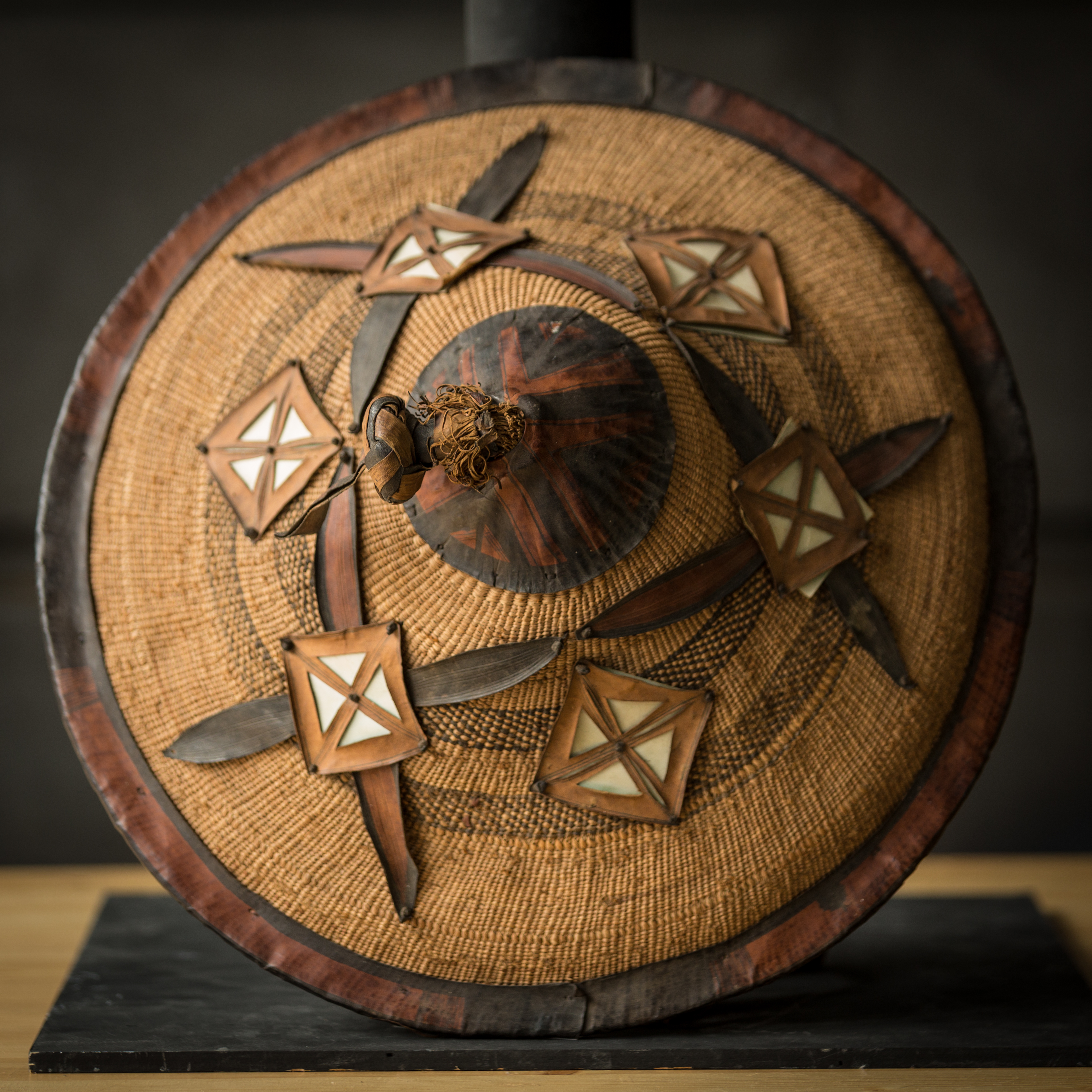
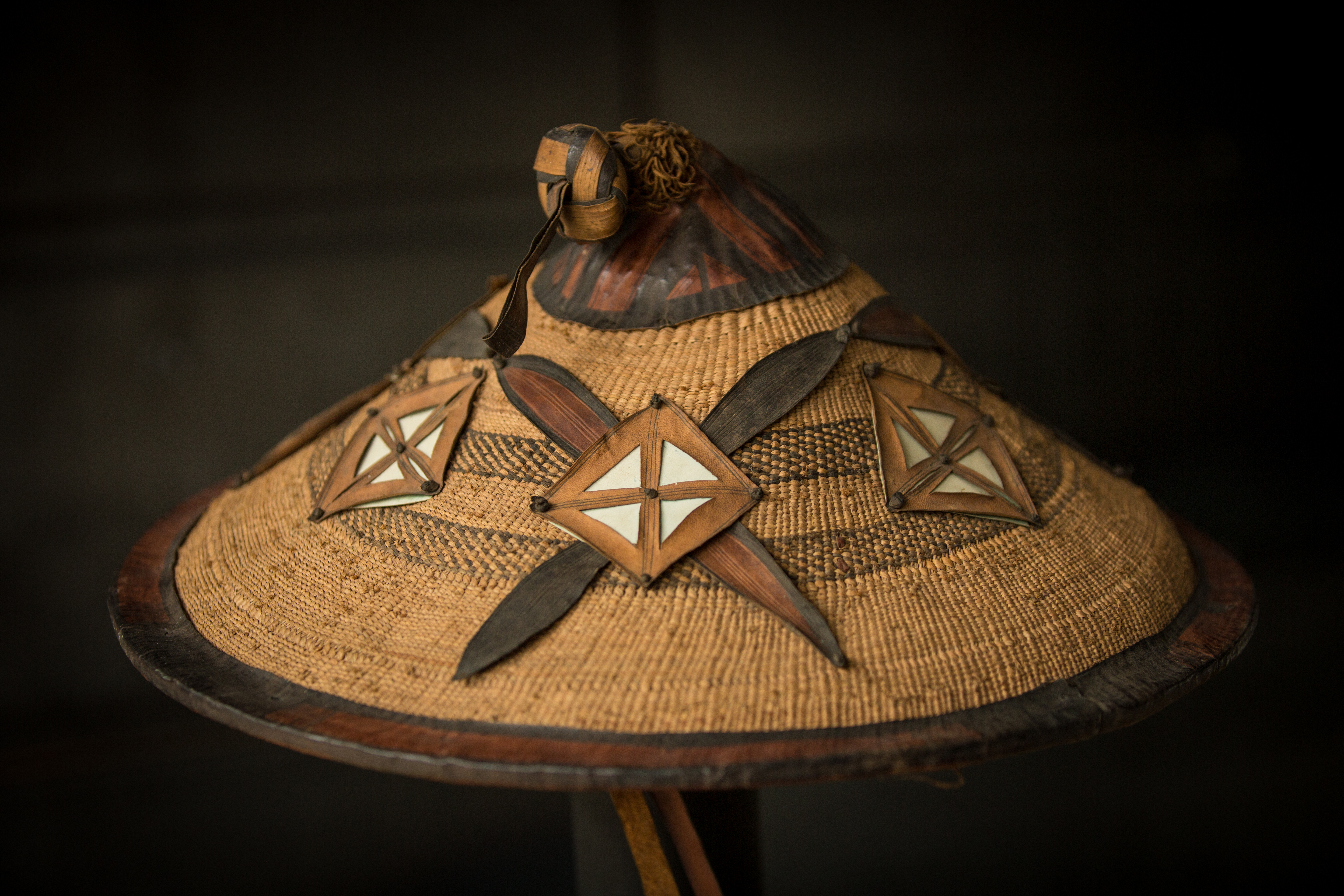
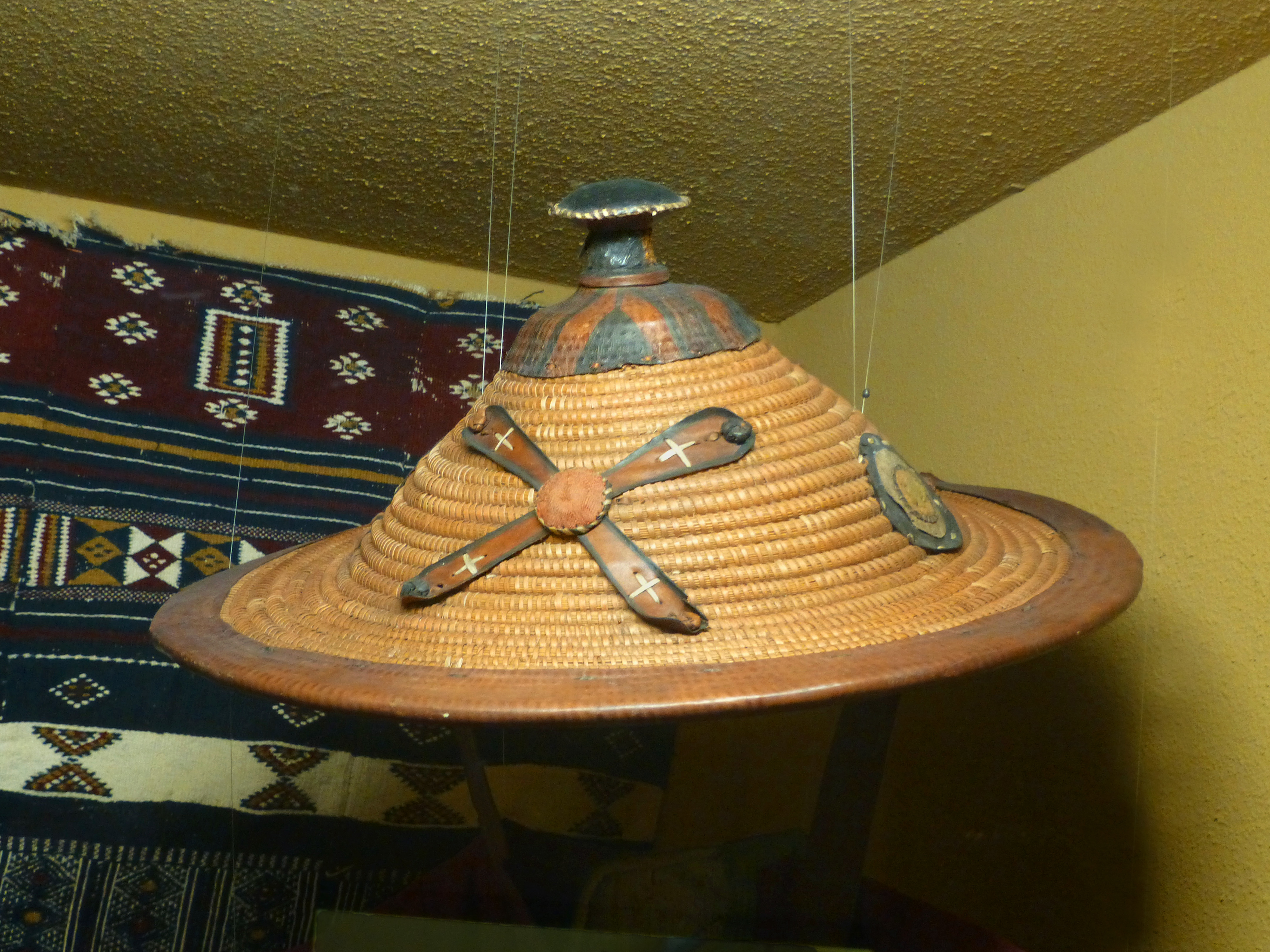
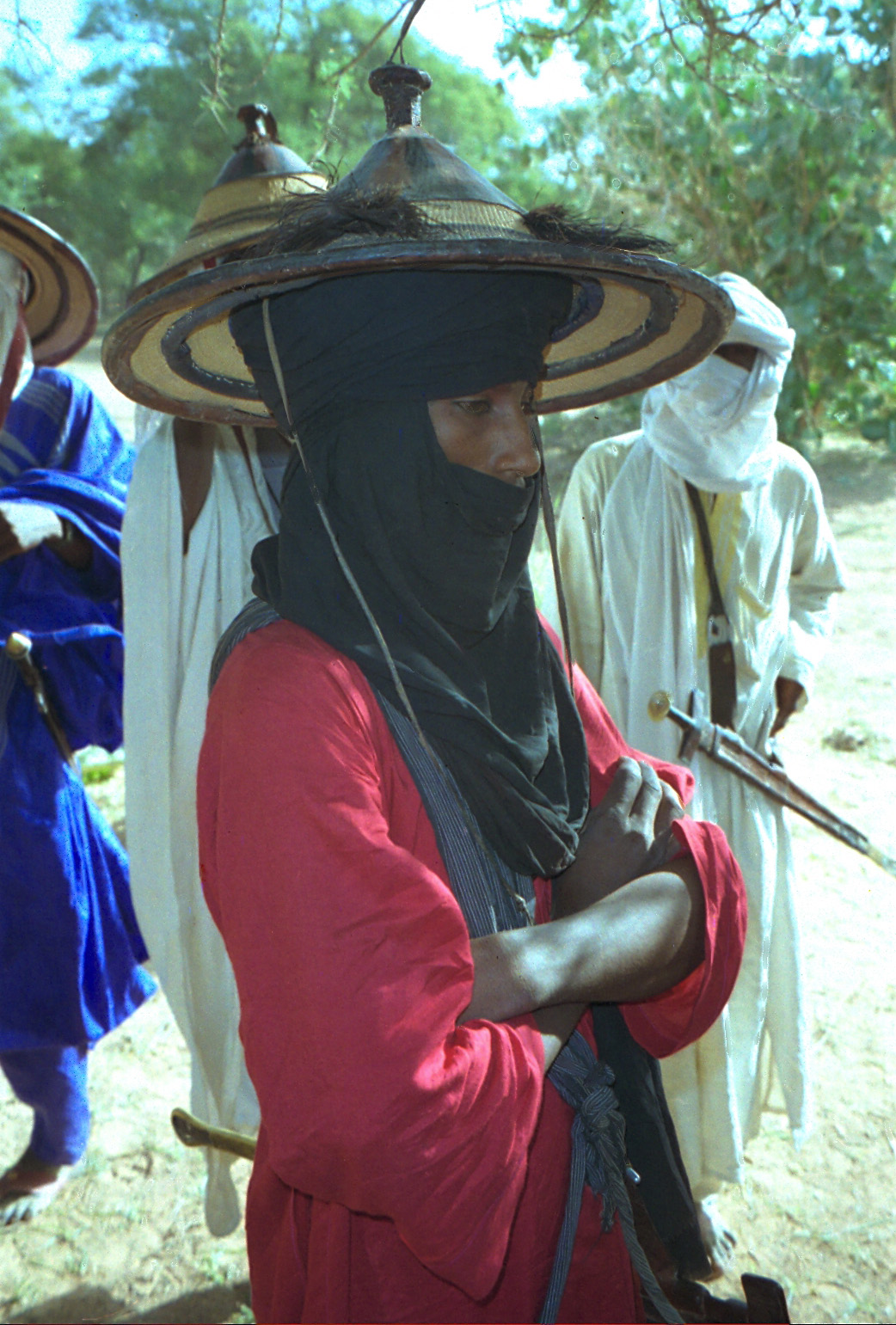
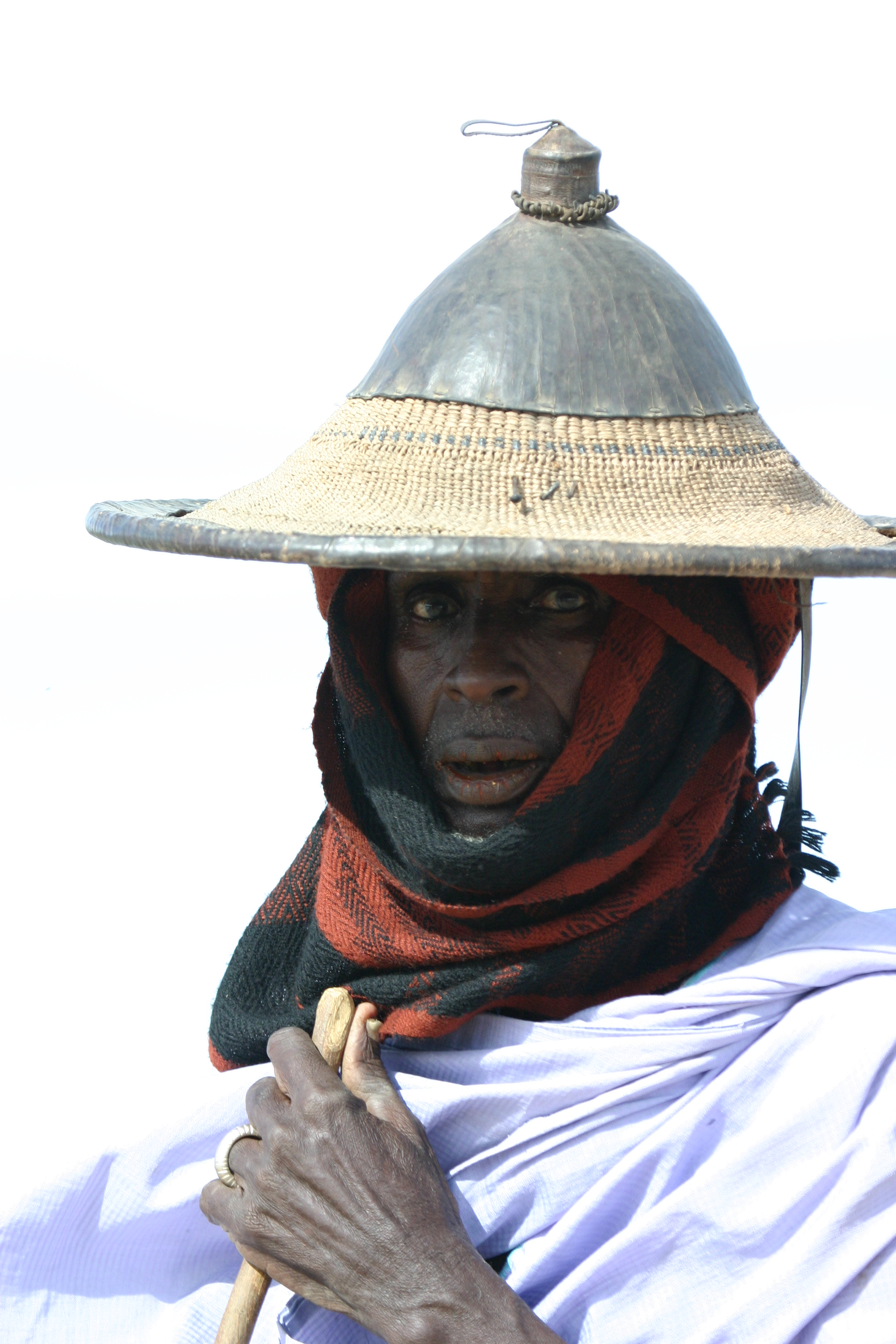
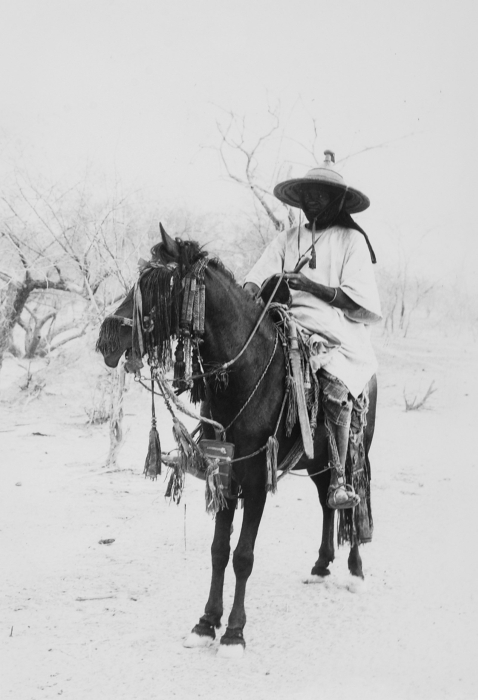